# Зелений Яр (Приуральський район)
Зеле́ний Яр (рос. Зелёный Яр) — селище у складі Приуральського району Ямало-Ненецького автономного округу Тюменської області, Росія. Входить до складу Аксарківського сільського поселення.
Населення — 277 осіб (2010, 258 у 2002).
Національний склад станом на 2002 рік: ханти — 85 %.